# جياك

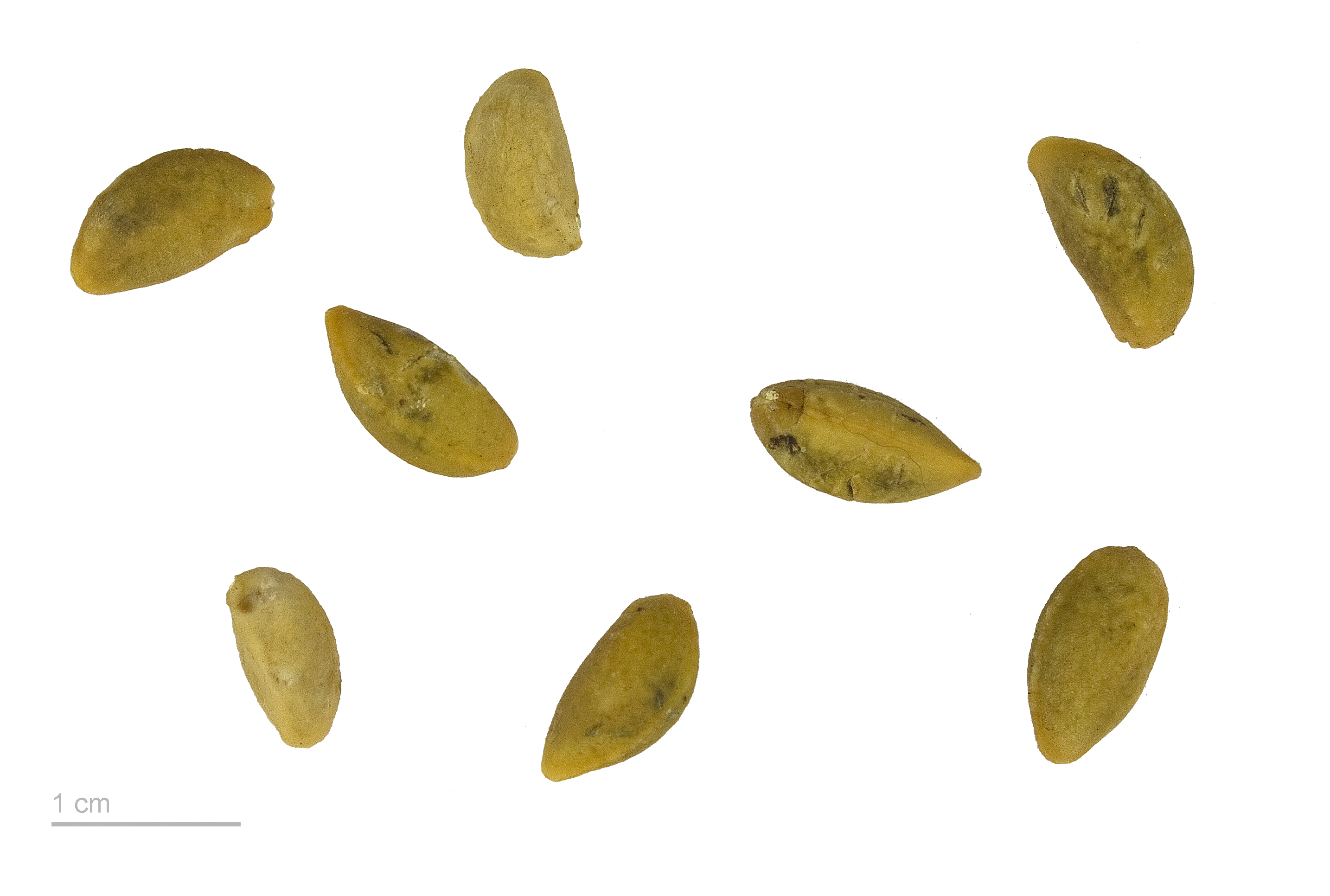
Guaiacum officinale

الجَيَّاك أو الغيّاك أو الغُوَيْقَم أو عود الأنبياء (الاسم العلمي:Guaiacum) هي جنس نباتي يتبع فصيلة القديسية من رتبة القديسيات.

## الاستخدامات
يستخدم مضافًا غذائيًا ومضادَ تأكسدٍ ومهدئًا للسعال ومسهلًا كما أنه يستخدم منذ زمن طويل في علاج الزهري.

## الزيت العطري
يحوي الزيت العطري المستخلص من الجياك على مركب جيآزولين في تركيبته.

## أنواع
يوجد عدة أنواع من الجياك:
- جياك كولتيري (الاسم العلمي: Guaiacum coulteri)
- جياك مخزني (الاسم العلمي: Guaiacum officinale)
- جياك بالميري (الاسم العلمي: Guaiacum palmeri)
- جياك مقدس (الاسم العلمي: Guaiacum sanctum)
- جياك أحادي النير (الاسم العلمي: Guaiacum unijugum)
- جياك ضيق الأوراق (الاسم العلمي: Guaiacum angustifolium)
- جياك غامض (الاسم العلمي: Guaiacum dubium)
- جياك مكسيكي (الاسم العلمي: Guaiacum mexicanum)
- جياك صغير الأوراق (الاسم العلمي: Guaiacum microphyllum)